# Victory Road 2004
Victory Road (2004) was een professioneel worstel-pay-per-view (PPV) evenement dat georganiseerd werd Total Nonstop Action Wrestling (TNA). Het was de eerste editie van Victory Road en vond plaats op 7 november 2004 in de TNA iMPACT! Zone in Orlando, Florida.
Dit evenement wordt herinnerd als de allereerste drie-urende, maandelijkse pay-per-view evenement van TNA. Hiervoor hield TNA wekelijkse pay-per-views die twee uur duurde.

## Matches
| Nr. | Match | Winnaar(s)                                            | Opmerkingen                                               | Bron  |
| --- | --- | ----------------------------------------------------- | --------------------------------------------------------- | ----- |
| 1   | Héctor Garza won door Kazarian als laatste te elimineren.                                                                | Héctor Garza                                          | 20-man X-Division Gauntlet match voor het X Division Cup  | [ 3 ] |
| 2   | Ron Killings, Erik Watts, Johnny B. Badd & Pat Kenney vs. The Naturals (Andy Douglas & Chase Stevens), Kid Kash & Dallas | Ron Killings, Erik Watts, Johnny B. Badd & Pat Kenney | 8-man tag team match                                      | [ 3 ] |
| 3   | Mascarita Sagrada vs. Piratita Morgan                                                                                    | Mascarita Sagrada                                     | Een-op-een match.                                         | [ 3 ] |
| 4   | 3Live Kru (B.G. James & Konnan) vs. Team Canada (Eric Young & Bobby Roode) (c)                                           | 3Live Kru                                             | Tag team match voor het NWA World Tag Team Championship   | [ 3 ] |
| 5   | Stephanie Trinity (met Johnny Swinger en Glenn Gilberti) vs. Jacqueline                                                  | Stephanie Trinity                                     | Een-op-een match.                                         | [ 3 ] |
| 6   | Monty Brown vs. Raven vs. Abyss                                                                                          | Monty Brown                                           | Monster's Ball match.                                     | [ 3 ] |
| 7   | Petey Williams (c) vs. A.J. Styles                                                                                       | Petey Williams                                        | Een-op-een match voor het TNA X Division Championship.    | [ 3 ] |
| 8   | America's Most Wanted (James Storm & Chris Harris) vs. Triple X (Christopher Daniels & Elix Skipper)                     | America's Most Wanted                                 | Elimination Last Team Standing match.                     | [ 3 ] |
| 9   | Jeff Jarrett (c) vs. Jeff Hardy                                                                                          | Jeff Jarrett                                          | Ladder match voor het NWA World Heavyweight Championship. | [ 3 ] |